# خوان ویزکینو
خوان ویزکینو (انگلیسی: Juan Vizcaíno؛ زادهٔ ۶ اوت ۱۹۶۶) بازیکن فوتبال اهل اسپانیا است.
از باشگاه‌هایی که در آن بازی کرده‌است می‌توان به باشگاه فوتبال اتلتیکو مادرید، باشگاه فوتبال رئال ساراگوسا، باشگاه فوتبال رئال وایادولید، باشگاه خیمناستیک تاراگونا، و باشگاه فوتبال الچه اشاره کرد.
وی همچنین در تیم ملی فوتبال اسپانیا بازی کرده‌است.